# Alone in the Dark (videogioco 1992)
Alone in the Dark è un videogioco ideato da Frédérick Raynal e pubblicato da Infogrames nel 1992, primo capitolo della serie Alone in the Dark. Si tratta di uno dei primi esempi di survival horror, genere reso in seguito celebre da Resident Evil.
La trama e le atmosfere del gioco sono ispirate alle opere di H. P. Lovecraft, che viene tra l'altro citato nei ringraziamenti. In particolare, nella fornita biblioteca di Jeremy Hartwood si possono trovare il Necronomicon e il De Vermis Mysteriis, celeberrimi pseudobiblia dell'autore di Providence, e diverse creature sono modellate sulle descrizioni dei Grandi Antichi.

## Trama
Louisiana, 1924. Jeremy Hartwood, noto artista, viene trovato impiccato nella soffitta della sua villa Derceto, secondo voci popolari abitata da spiriti maligni. La polizia chiude rapidamente il caso che viene archiviato come suicidio, e dopo poco tempo il fatto viene dimenticato da tutti. Il giocatore può scegliere di interpretare due personaggi, differentemente collegati alla storia: Edward Carnby, un investigatore privato ingaggiato dalla proprietaria di un negozio d'antiquariato per recuperare un antico e prezioso pianoforte, e Emily Hartwood, nipote di Jeremy che non crede al suo suicidio.
Una volta entrati nella casa, le porte si chiudono misteriosamente dietro il personaggio del giocatore. Lui o lei prosegue fino all'attico, ma viene attaccato da alcuni mostri. Il giocatore torna quindi indietro attraverso la casa, combattendo contro varie creature e pericoli. Attraverso documenti, libri e pergamene sparsi in giro, si scoprirà che la villa è stata costruita da un occultista di nome Ezechiel Pregzt, e sotto di essa ci sono caverne dove venivano eseguiti rituali di ogni tipo di magia nera. Durante la guerra civile, Pregzt venne ucciso dai soldati dell'unione, ma il suo spirito sopravvisse e fu raccolto dai suoi seguaci che lo trasfusero in un vecchio albero dentro una delle caverne più remote, in attesa di un essere umano in cui reincarnarsi. Jeremy Hartwood si suicidò per impedire che il suo corpo venisse usato come corpo ospitante; ed ora l'obiettivo primario di Pregzt sono i due sfortunati visitatori. Se il personaggio del giocatore viene ucciso, il suo corpo viene trascinato in un'area sacrificale e posseduto da Pregzt, dopodiché il gioco termina con un'immagine di orrori soprannaturali scatenati dalla casa nel mondo in generale.
Il personaggio del giocatore trova un passaggio nelle caverne nello studio di Hartwood e si dirige verso l'albero dove risiede Pregzt. Il personaggio del giocatore lancia una lanterna accesa sull'albero, quindi fugge dalla caverna che sta crollando. Pregzt viene divorato dalle fiamme e la casa viene epurata dalle creature soprannaturali e dagli altri effetti causati dalla sua influenza. Il giocatore può finalmente aprire le porte d'ingresso e lasciare la casa, che ora è completamente sicura da esplorare (tranne per i trabocchetti che fanno precipitare nel vuoto e due libri magici nella biblioteca che restano letali se letti senza alcune precauzioni).
Nel finale di entrambi i personaggi, essi salgono a bordo dell'auto giunta a prenderli, il cui pilota si rivelerà essere uno scheletro che riderà in faccia al protagonista prima di partire.

## Modalità di gioco
Il gioco sfrutta una visuale in terza persona; personaggi e oggetti sono composti da poligoni, mentre i fondali sono pre-renderizzati e ripresi da una telecamera fissa, che non segue l'azione; quando si esce dalla visuale della telecamera corrente, si passa ad un'altra, e così via. Le musiche della versione floppy sono in formato MIDI, mentre in quella cd-rom sono tracce audio; inoltre, in quest'ultima, i testi dei libri sono doppiati con audio digitalizzato.
Scopo del gioco è quello di trovare una via di uscita dalla villa di Derceto, scoprendo il mistero che essa nasconde. Il personaggio è mosso attraverso le frecce cursore della tastiera; attraverso un menu è possibile selezionare, di volta in volta e a seconda delle necessità, quattro diverse modalità, attivabili premendo la barra spaziatrice: aprire/cercare, chiudere, spingere e combattere. Le prime tre permettono di interagire con le stanze della villa, mentre la quarta per attaccare i vari nemici.
Durante il gioco si verrà in possesso di parecchi oggetti muovendo il personaggio vicino ad essi o utilizzando la funzione "cercare". Alcuni serviranno per la risoluzione degli enigmi, che se risolti sbloccheranno nuove aree della villa; altri per aiutarci a combattere le varie creature che popolano Derceto. È infatti possibile trovare delle armi da fuoco (un revolver e un fucile) e relative munizioni, oltre che diverse armi bianche.
Alcune creature non possono essere sconfitte attraverso l'uso di armi convenzionali, ma solo attraverso particolari stratagemmi, spesso intuibili leggendo i molteplici libri presenti nella casa.  Molti nemici possono essere evitati eseguendo determinate azioni: ad esempio, nei primi minuti di gioco uno zombie farà capolino da una botola; se, mentre cerca di aprirla, si sposta velocemente un baule sopra di essa, il mostro non riuscirà nel suo intento.

## Colonna sonora
La colonna sonora originale è firmata da Philippe Vachey. Sono inoltre presenti tre famosi brani di musica classica:
- Valzer op. 69 n. 1 "Valzer dell'addio" di Fryderyk Chopin
- Valzer op. 314 "Sul bel Danubio blu" di Joahnn Strauss jr.
- Danza Macabra op. 40 di  Camille Saint-Saëns

## Accoglienza
L'atmosfera, accompagnata da musiche ed effetti sonori appropriati, è uno dei punti forti del gioco, che può regalare momenti di vera ansia. Per questo motivo, Alone in the Dark viene spesso incluso nelle classifiche di giochi più spaventosi, insieme a titoli come Silent Hill, System Shock 2 e Aliens versus Predator.

## Attività promozionali
Infogrames, per pubblicizzare il seguito Alone in the Dark 2, creò un teaser interattivo con il medesimo motore grafico, intitolato Jack in The Dark. Era possibile scaricarlo attraverso le BBS; in seguito è stato incluso nella versione su CD-ROM di Alone in the Dark, uscita nel 1993.